# 小围寨街道
小围寨街道，是中华人民共和国贵州省黔南布依族苗族自治州都匀市下辖的一个街道办事处。
2014年4月14日，贵州省人民政府批复同意都匀市部分乡镇行政区划调整；2014年5月13日，黔南州人民政府批复同意设置小围寨街道办事处。新的小围寨街道辖原良亩乡的苗拱村，原小围寨街道的剑东社区、剑南社区、剑西社区，小围寨村、沙井村、王家司村、团山村、茶农村、大河村、马尾村、三道河村、栋青树村，原河阳乡的米秀村、护德村、展甲村、普林村、包阳村、荣堡村、各里村。

## 行政区划
小围寨街道下辖以下地区：
剑南社区、新城社区、剑西社区、剑东社区、小围寨村、沙井街村、王家司村、团山村、茶农村、大河村、马尾村、三道河村、栋青树村、苗拱村、普林村、米秀村、护德村、展甲村、包阳村、荣堡村、各里村和河阳乡。